# Kazimierz Wituch
Kazimierz Wituch (ur. 13 marca 1905 w Górkach, zm. 14 marca 1996 w Gdańsku) – polski lekkoatleta, specjalizujący się w biegach długodystansowych.

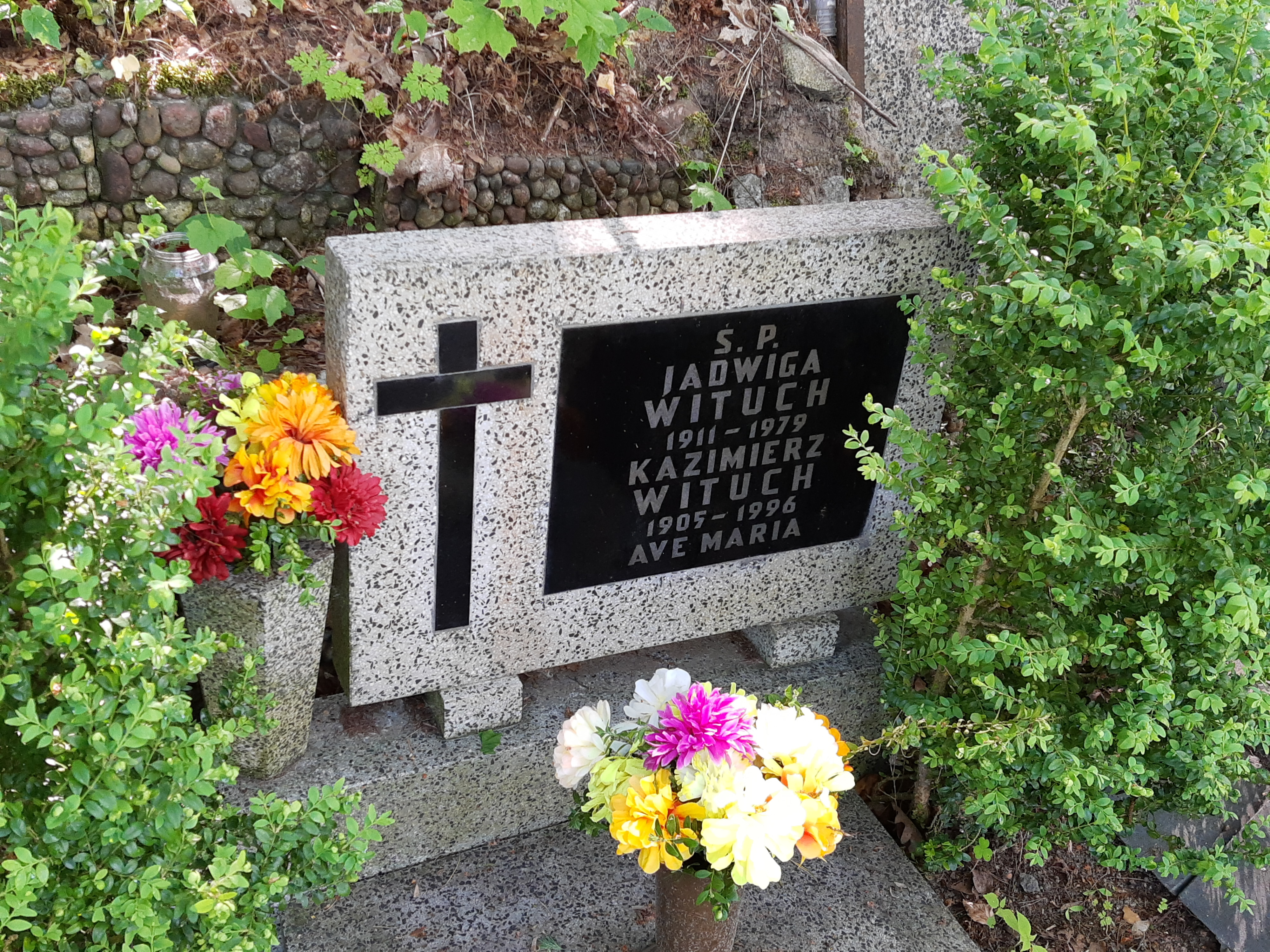
Grób Kazimierza Witucha na cmentarzu Srebrzysko

Kupiec, absolwent Szkoły Handlowej Zgromadzenia Kupców m. st. Warszawy. Zmarł w Gdańsku, pochowany na Cmentarzu Srebrzysko (rejon |X, kw. VIII, rząd 2, m. 14).

## Osiągnięcia
- Mistrzostwa Polski seniorów w lekkoatletyce (4 medale)[3]
  - Warszawa 1924
    - srebrny medal w biegu na 5000 m
    - srebrny medal w biegu drużynowym na 3000 m

  - Henryków 1924
    - brązowy medal w biegu przełajowym na 8,3 km

  - Warszawa 1929
    - brązowy medal w biegu na 3000 m z przeszkodami

## Rekordy życiowe
- bieg na 1500 metrów – 4:23,0 (14 września 1924, Warszawa)
- bieg na 3000 metrów – 9:18,0 (20 października 1926, Warszawa)
- bieg na 5000 metrów – 16:27,5 (11 czerwca 1927, Wilno)
- bieg na 10 000 metrów – 35:12,0 (13 czerwca 1927, Wilno)
- bieg na 3000 metrów z przeszkodami – 11:07,0 (22 września 1929, Warszawa)[1]